# Dicranophorus siedleckii
Dicranophorus siedleckii är en hjuldjursart som beskrevs av Wiszniewski 1953. Dicranophorus siedleckii ingår i släktet Dicranophorus och familjen Dicranophoridae. Inga underarter finns listade i Catalogue of Life.